# ميروسلاف بيريتش
ميروسلاف بيريتش (بالصربية: Мирослав Берић) مواليد 20 يناير 1973 في بلغراد، جمهورية صربيا الاشتراكية، هو لاعب كرة سلة صربي معتزل. بدأ مسيرته الاحترافية في سنة 1990. مثّل منتخب بلاده. شارك في دورة الألعاب الأولمبية الصيفية سنة 1996. حقق المركز الأول في بطولة كأس العالم لكرة السلة 1998. اعتزل اللعب في 2007.

## المسيرة الاحترافية
لعب مع بارتيزان من سنة 1990 إلى 1997، ثم لعب مع ساسكي باسكونيا في الدوري الإسباني من سنة 1997 إلى 1999، ثم لعب مع سكاليجيرا باسكت فيرونا في موسم 1999–2000، ثم لعب مع بارتيزان في موسم 2000–2001، ثم لعب مع فيكتوريا يبرتاس بيزارو في الدوري الإيطالي من سنة 2001 إلى 2003، ثم لعب مع زالغيريس لكرة السلة في موسم 2003–2004، ثم لعب مع أزوفماش في موسم 2005–2006، ثم لعب مع منورقة لكرة السلة في الدوري الإسباني في سنة 2006، ثم لعب مع خيخون لكرة السلة في سنة 2007.

## سجل المنافسة
شارك في المنافسات التالية:
- بطولة أمم أوروبا لكرة السلة 1995
- بطولة أمم أوروبا لكرة السلة 1997
- الألعاب الأولمبية الصيفية 1996

## الميداليات
| الميدالية | المسابقة                         |
| --------- | -------------------------------- |
| فضية      | الألعاب الأولمبية الصيفية 1996   |
| ذهبية     | بطولة كأس العالم لكرة السلة 1998 |
| ذهبية     | بطولة أمم أوروبا لكرة السلة 1995 |
| ذهبية     | بطولة أمم أوروبا لكرة السلة 1997 |

## إحصائيات المسيرة

### الدوري الأوروبي
| السنة   | الفريق                 | لعب | بدأ | دقيقة | ميداني% | ثلاثية | حرة  | ارتداد | صنع | استلاب | تصدي | نقطة | أداء |
| ------- | ---------------------- | --- | --- | ----- | ------- | ------ | ---- | ------ | --- | ------ | ---- | ---- | ---- |
| 2001–02 | فيكتوريا يبرتاس بيزارو | 16  | 11  | 28.6  | .397    | .387   | .807 | 1.6    | 1.9 | .6     | .0   | 13.0 | 10.6 |
| 2003–04 | زالغيريس لكرة السلة    | 9   | 5   | 23.6  | .500    | .419   | .625 | 1.3    | 1.7 | .3     | .0   | 9.8  | 6.6  |
| المسيرة |                        | 25  | 16  | 26.8  | .428    | .396   | .766 | 1.5    | 1.8 | .5     | .0   | 11.8 | 9.2  |

## روابط خارجية
- ميروسلاف بيريتش على موقع الاتحاد الدولي لكرة السلة (الإنجليزية)
- ميروسلاف بيريتش على موقع الدوري الأوروبي لكرة السلة (الإنجليزية)
- ميروسلاف بيريتش على موقع الدوري الإسباني لكرة السلة (الإسبانية)
- ميروسلاف بيريتش على موقع كرة السلة الأوروبية.كوم (الإنجليزية)
- ميروسلاف بيريتش على موقع ريلجم (الإنجليزية)
- ميروسلاف بيريتش على موقع بروبوليرز (الإنجليزية)
- ميروسلاف بيريتش على موقع سبورتس رفرنس (الإنجليزية)
- ميروسلاف بيريتش على موقع أوليمبيديا (الإنجليزية)